# Michel Pelchat (homme politique)
Pour les articles homonymes, voir Michel Pelchat et Pelchat.
Michel Pelchat, né le 8 juillet 1935 et mort le 12 février 2004 à Paris, est un homme politique français. Membre de l'Union pour un mouvement populaire, il est conseiller général du canton de Gif-sur-Yvette et premier vice-président du conseil général de l'Essonne, député de la cinquième circonscription de l'Essonne puis sénateur de l’Essonne.

## Biographie
Michel Pelchat est né le 8 juillet 1935 à Paris et décédé le 12 février 2004 à Paris en cours de mandat. C’était un ami personnel de l’industriel et homme politique Serge Dassault.
Il est ingénieur au Commissariat à l'énergie atomique.

### Carrière politique
Michel Pelchat est successivement conseiller général du canton de Gif-sur-Yvette, premier vice-président du conseil général de l'Essonne, député de la cinquième circonscription de l'Essonne de 1986 à 1995 puis sénateur de l’Essonne de 1995 à son décès en 2004. Il est considéré comme l'un des « pères fondateurs de l’Essonne ». Il est à l'origine de la législation sur les quotas de chansons françaises à la radio.

## Intégrité publique et condamnations
Une information judiciaire fut ouverte à son encontre en 1996 pour abus de biens sociaux, recel, corruption active et complicité dans le cadre de la signature d’un contrat en 1989 entre l'homme d'affaires Vsevold Dimitrieff et le Syndicat intercommunal des ordures ménagères de la vallée de Chevreuse, alors présidé par Michel Pelchat. Les perquisitions organisées au siège du Siom ne donnèrent pas lieu à sa mise en examen.